# 대한민국 대법원의 동성 동반자의 건강보험 피부양자 자격 인정 판결
2024년 7월 18일, 대한민국 대법원은 동성 커플의 건강보험 피부양자 자격을 처음으로 인정하는 판결을 내렸다. 이 판결은 민법상 혼인으로 인정되지 않는 동성 사실혼 관계에 대해 일부 사회보장제도상의 권리를 부여한 최초의 판례로 평가된다.
대법원 전원합의체는 소성욱 씨가 국민건강보험공단을 상대로 제기한 보험료 부과 처분 취소 소송에서 원심의 원고승소 판결을 확정하였다. 대법원은 판결문에서 “국민건강보험법령에서 동성 동반자를 피부양자에서 배제하는 명시적 규정이 없는데도 동성이라는 이유만으로 배제하는 것은 성적 지향에 따른 차별이며, 이는 인간의 존엄과 가치, 행복추구권, 사생활의 자유, 법 앞의 평등권을 침해하는 것”이라고 밝혔다.
특히 대법원은 동성 동반자를 “부부 공동생활에 준할 정도의 경제적 생활공동체”로 판단하였으며, 사회보장제도상 권리를 인정받을 수 있는 대상에 해당한다고 보았다. 이는 대법원이 기존의 민법상 혼인 개념과는 별도로 사회보장제도의 특수성을 고려한 독립적 판단을 내렸음을 의미한다.
소 씨와 김 씨는 2019년 결혼식을 올렸고, 2020년 2월 김 씨의 건강보험 피부양자로 소 씨를 등록했다. 그러나 공단은 ‘동성 부부라는 점을 몰랐다’는 이유로 자격을 취소했고, 이에 소 씨는 행정소송을 제기했다.
1심은 원고 패소로 판결했지만, 2심은 동성 커플도 사실혼 관계에 준한다고 보아 원고 승소 판결을 내렸다. 이 2심 판결을 대법원이 그대로 확정한 것이다.
재판 이후 김용민 씨는 “판결문에서 저희를 '동성 동반자'라고 불러주었다는 점이 감격스럽다”고 밝혔고, 변호인단은 이번 판결이 다른 제도에서도 권리 확장 가능성을 보여주는 시발점이라고 평가했다.
이번 판결은 성소수자 권리에 대한 사법적 진전을 의미하며, 대법원에서 다수의견(9명)이 피부양자 등록 거부는 위헌적 차별이라고 판단한 반면, 4명의 대법관은 “동성 간 결합은 혼인에 해당하지 않으므로 자의적 차별이 아니다”라는 반대 의견을 냈다. 외신들은 이번 판결을 “역사적 승리”이자 “획기적 판결”이라 평가했으며, 국내에서 동성혼을 인정하지 않더라도 최소한 사실혼 수준의 법적 보호가 가능하다는 점에서 큰 의미를 지닌다고 보도했다.